# Ferialarbeitnehmer
Ferialarbeitnehmer ist eine Form der Ferialbeschäftigung in Österreich.
Schüler oder Studenten arbeiten in der Ferienzeit in normalen Beschäftigungsverhältnissen, um mit dem damit erworbenen Einkommen den Lebensunterhalt bestreiten zu können oder diesen aufzubessern. Im Gegensatz zur Ferialpraxis resultiert das Beschäftigungsverhältnis nicht aus der Notwendigkeit, ein Pflichtpraktikum zu absolvieren. Das Beschäftigungsverhältnis wird üblicherweise auf bestimmte Zeit geschlossen, kann aber auch auf unbestimmte Zeit geschlossen werden (hierbei ist ggf. auf Kündigungsfristen zu achten). Der Ferialarbeitnehmer ist weisungsgebunden, voll in den Betrieb integriert und hat Arbeitspflicht.
Der Ferialarbeitnehmer muss, um in den Ferien arbeiten zu dürfen, das 15. Lebensjahr vollendet und die allgemeine Schulpflicht beendet haben.

## Entlohnung
Ferialarbeitnehmer haben Anspruch auf die Entlohnung laut Kollektivvertrag.

## Arbeitsrechtliche Stellung
Es besteht ein aufrechtes Dienstverhältnis. Der Ferialarbeitnehmer ist Dienstnehmer im Sinne des Allgemeinen Sozialversicherungsrechts.
Für den Ferialarbeitsnehmer gelten die arbeitsrechtlichen Bestimmungen, wie Urlaubsgesetz, Entgeltfortzahlungsgesetz, Angestelltengesetz oder Kollektivvertrag. Ferialarbeitnehmer sind während des Pflichtpraktikums beitragsfrei unfallversichert.